# Schubborstdwergmierpitta
De schubborstdwergmierpitta (Grallaricula loricata) is een zangvogel uit de familie Grallariidae (mierpitta's).

## Verspreiding en leefgebied
Deze soort is endemisch in noordelijk Venezuela.

## Status
De grootte van de populatie is niet gekwantificeerd maar de soort wordt omschreven als schaars. Het verspreidingsgebied is klein is en er wordt aangenomen dat de soort achteruitgaat door habitatverlies. Op de Rode lijst van de IUCN heeft deze soort daarom de status gevoelig.